# Про кішку, що впала з неба (мультфільм)
«Про кішку, яка упала з неба» — український анімаційний фільм 2005 року студії Укранімафільм, режисер — Наталя Марченкова.

## Сюжет
Одного зимового дня кішка-мама залишила своїх дітей вдома, а сама пішла здобувати для них їжу. Але сталося неймовірне — прямо по небу після випадкової події вона потрапила до Єгипту, де, як відомо, кішка багато століть вважався божественним створінням. Там наша героїня зустріне своїх іноземних одноплемінниць.

## Над фільмом працювали
- Автор сценарію: Світлана Куценко;
- Режисер: Наталя Марченкова;
- Художник-постановник: Едуард Кирич;
- Композитор: Олександр Спаринський;
- Звукорежисер: М. Дідик;
- Аніматори: Ніна Чурилова, Марина Корольова, Неля Настенко, Олександр Лавров, Андрій Слєсаревський, Манук Депоян, Марина Медвідь, Михайло Яремко, Сергій Мельниченко, Віталій Віленко, О. Черкаський, Наталя Марченкова;
- Художники: Ірина Смирнова, Олена Короткевич, Світлана Кецкало;
- Комп'ютерна обробка: Віктор Радкевич, О. Черкаський;
- Вірші: Олександр Вратарьов;
- Читає: Ігор Славинський (у титрах І. Славінський);
- Співають: Енвер Ізмайлов, Ігор Славинський (у титрах І. Славінський), Ансамбль "Lege Artis";
- Асистент режисера: Олена Короткевич;
- Монтаж: Юна Срібницька (у титрах Ю. Сребницька);
- Редактор: Світлана Куценко;
- Директор знімальної групи: В'ячеслав Кілінський (у титрах В. Кілінскій).